# Constantín
Constantín (llamada oficialmente Santa María de Costantín) es una parroquia y una aldea española del municipio de Baralla, en la provincia de Lugo, Galicia.

## Organización territorial
La parroquia está formada por tres entidades de población:

### Entidades de población
- Constantín (Costantín)[5]
- Gundián

### Despoblado
Despoblado que forma parte de la parroquia:
- Arandedo

## Demografía

### Parroquia
| Gráfica de evolución demográfica de Constantin (parroquia) entre 2000 y 2019 |
|                                                                              |
| Datos según el nomenclátor publicado por el INE.                             |

### Aldea
| Gráfica de evolución demográfica de Costantín (aldea) entre 2000 y 2019 |
|                                                                         |
| Datos según el nomenclátor publicado por el INE.                        |